# Chrysosoma nalensis
Chrysosoma nalensis är en tvåvingeart som beskrevs av Charles Howard Curran 1926. Chrysosoma nalensis ingår i släktet Chrysosoma och familjen styltflugor. Inga underarter finns listade i Catalogue of Life.